# Міжнародний альянс інтелектуальної власності
Міжнародний альянс інтелектуальної власності (МАІВ) (англ. International Intellectual Property Alliance (IIPA)) — коаліція приватного сектору, заснована 1984 року для представлення авторсько-правових галузей виробництва США і у двосторонніх та багатосторонніх зусиллях для поліпшення міжнародного захисту матеріалів, захищених авторським правом.
До альянсу входить сім торгових асоціацій, кожна з яких представляє значний сегмент авторсько-правової спільноти США.
Ці асоціації-члени представляють понад 1900 американських компаній, котрі виробляють та розповсюджують матеріали, захищені законами про авторське право в усьому світі:
- ділове програмне забезпечення (операційні системи, програмне забезпечення для Інтернету, браузери, пошукові системи, офісне програмне забезпечення, програмне забезпечення для управління базами даних, програмне забезпечення для зелених технологій, програмне забезпечення для безпеки, і мобільні технології);
- розважальне програмне забезпечення (інтерактивні ігри для ігрових консолей, мобільних пристроїв, персональних комп'ютерів та Інтернету);
- театральні фільми, телевізійні програми, домашнє відео і цифрове представлення аудіовізуальних творів,
- музичні композиції, записана музика
- підручники, книги, довідкові та фахові виданнях та журнали, як на друкованих, так і на електронних носіях.

## Діяльність
МАІВ тісно співпрацює з Офісом торгового представника США 
при складанні щорічного «Спеціального звіту 301» з оглядом зарубіжних країн, які, на думку Офісу торгового представника США, недостатньо захищають права інтелектуальної власності.